# Elias Wimmer
Elias Wimmer (* 10. Dezember 1889 in Oggau am Neusiedler See, Burgenland; † 20. Januar 1949 ebenda) war ein österreichischer Politiker (CSP, später ÖVP).

## Leben
Elias Wimmer besuchte nach der Volksschule das fünfjährige Gymnasium im heutigen ungarischen Sopron. Später übernahm er das Weingut seines Vaters.
Er leistete Militärdienst als Soldat im Ersten Weltkrieg zwischen 1914 und 1918.

## Politik
Elias Wimmer wurde 1923 zum Bürgermeister von Oggau gewählt. Er blieb es bis zum Anschluss Österreichs an Deutschland, im Jahr 1938. 
Von Juni bis Dezember 1931 gehörte Wimmer für die CSP kurzzeitig dem Bundesrat an. Danach wechselte er als Abgeordneter seiner Partei in den Nationalrat, in welchem er von Dezember 1931 bis Mai 1934 ein Mandat innehatte.
Während der Zeit des Nationalsozialismus gehörte das nördliche Burgenland zu Niederösterreich. Darum wurde Wimmer auch im Juli 1945 als Abgeordneter der Österreichischen Volkspartei (ÖVP) in den Landtag Niederösterreich gewählt. Als im Oktober 1945 das Burgenland seine Autonomie zurück erlangte, schied Wimmer auch aus dem Landtag aus.
Ebenfalls als ÖVP-Mitglied kandidierte er 1945 erfolgreich für das Amt des Bürgermeisters von Oggau. Er blieb es bis 1948.

## Anerkennungen
- Elias-Wimmer-Gasse in Oggau